# مضاوي الشمري
مضاوي الشمري (مواليد 25 أبريل 1998) هي رياضية كويتي. حاملة الأرقام القياسية الوطنية الكويتية في الصالات المغلقة والمفتوحة في سباقات 100 متر و200 متر، شاركت في ألعاب القوى في دورة الألعاب الأولمبية الصيفية 2020 - سباق 100 متر للسيدات، وتأهلت من التصفيات التمهيدية إلى الجولة الأولى بزمن 11.82 ثانية.